# منتزه روبرت ريدل الحكومي
منتزه روبرت ريدل الحكومي، تبلغ مساحته 2,163 أكر (8.75 كـم2) منتزه حكومي في مقاطعتي أوتسيغو وديلاوير ، نيويورك . يقع المنتزه على بعد حوالي 20 ميل (32 كـم) من كوبرستاون.

## تاريخ
بدأ منتزه روبرت ريدل الحكومي 1,036 أكر (4.19 كـم2) هديه للدوله من باتريشيا ريدل كينت وستيفن كينت في عام 2005 ، اللذين كانا ينويان الحفاظ على الأرض كمساحة.
مفتوحه. قبل التبرع، كانت الأرض مملوكه لعائله باتريشيا منذ عام 1871 ، وسميت المنتزه على اسم والدها، روبرت ريدل الحكومي.
تم توسيع المنتزه في عام 2008 عندما باعت كليه هارتويك 840 أكر (3.4 كـم2) من حرم باين ليك البيئي للولاية. منذ عام 2010 ، تسمح اتفاقيه تعاونيه بين الكلية والدولة باستخدام المتنزه للتعليم في الهواء الطلق، حيث تجري الكلية بحثًا لدراسه آثار التأثيرات الترفيهيه على الأراضي العامه.

## وصف
بدأ متنزه روبرت ريدل الحكومي بالاستجمام مثل المشي لمسافات طويله والمشي بالأحذية الثلجيه والتزلج الريفي على الثلج وصيد الأسماك. يفصل الطريق السريع 88 بين الجزء الشمالي من المنتزه، والذي يتكون من أرض زراعيه سابقه، عن القسم الجنوبي الحراجي للمنتزه. يقع شينيوفوس كريك، وهو تيار سمك السلمون المرقط وهو أحد روافد نهر سسكويهانا، في الجزء الشمالي من المنتزه. تتركز مرافق المتنزه في الجزء الشمالي من المنتزه، ويتألف الجزء الجنوبي بشكل أساسي من الممرات والطرق المؤديه إليها.
تضم المنتزه بحيرة الطين، وهي بركه تغذيها الينابيع ويتميز بوجود شجيره مستنقع عند أطرافها. يشتمل المستنقع على حصائر عائمه من طحالب الطحالب والنباتات آكله اللحوم ورواسب الخث التي 27 قدم (8.2 م) في عمق الأماكن.

## روابط خارجية
- New York State Parks: Robert V. Riddell State Park